# Kryptopterus paraschilbeides
Kryptopterus paraschilbeides és una espècie de peix de la família dels silúrids i de l'ordre dels siluriformes.

## Morfologia
Els mascles poden assolir els 8,3 cm de llargària total.

## Distribució geogràfica
Es troba a la conca del riu Mekong.